# Lago Peyto
El lago Peyto es un lago de origen glaciar localizado en el parque nacional Banff, uno de los parques nacionales de las Montañas Rocosas canadienses, en la provincia de Alberta, Canadá. 
Recibió su nombre en memoria de Ebenezer William Peyto, un antiguo guía y trampero de la zona.
El Lago Peyto se forma en uno de los valles del Waputik Range (cordillera Waputik, que significa "cabra blanca" en el idioma de los Nakoda), entre Pico Caldron, Pico Peyto y el Monte Jimmy Simpson. El Lago Peyto, en un paraje incomparable, está situado a una altitud sobre el nivel del mar de unos 1880 metros. Tiene una longitud de 2,8 km. y una anchura de aproximadamente 800 metros, siendo su superficie total de 5,3 km². Se accede fácilmente al mirador sobre el lago desde la "Icefields Parkway", la Autovía 93, la llamada "Carretera de los campos de hielo", como el de Columbia. Al lado del mirador hay un aparcamiento donde estacionar los vehículos.

## Galería

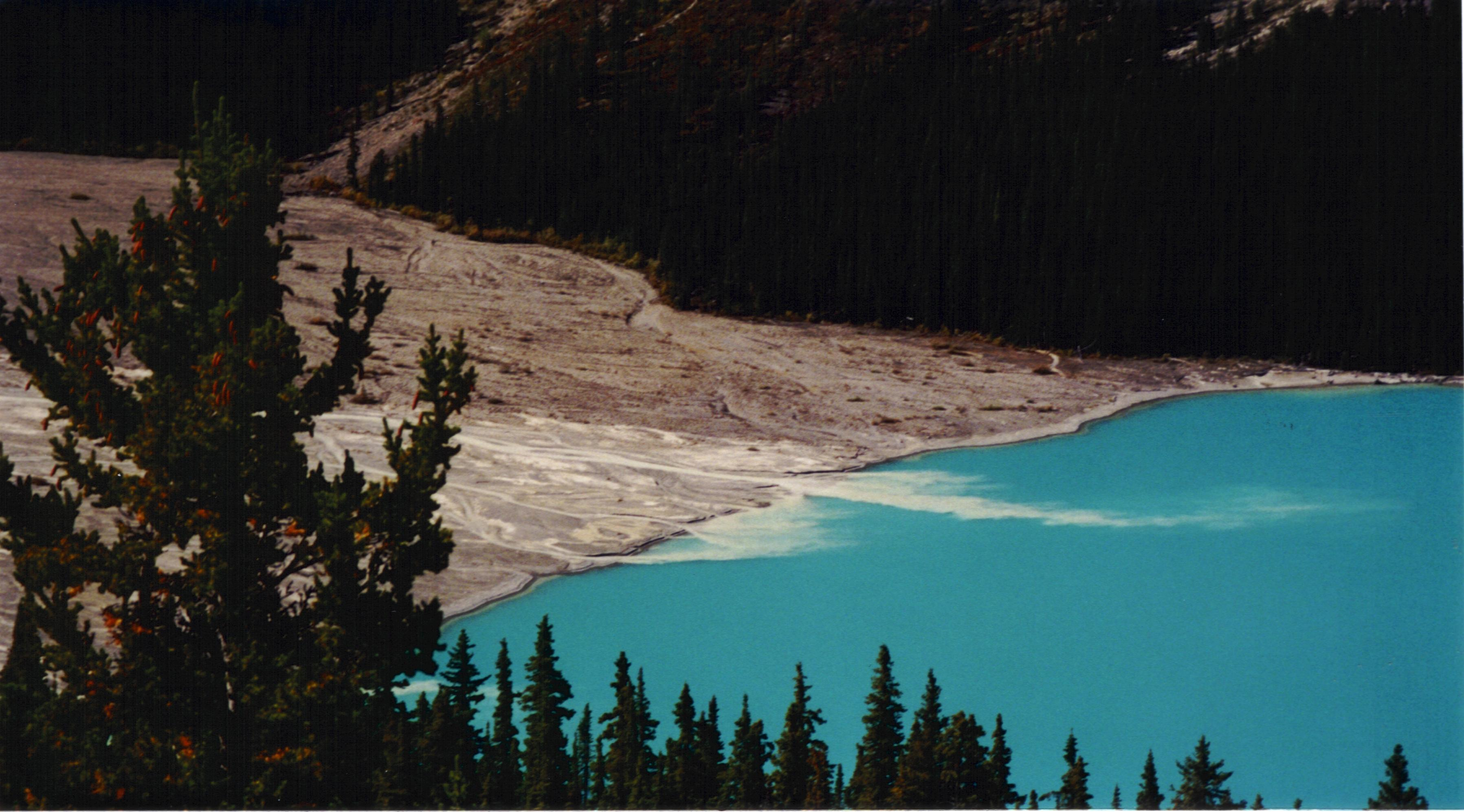
Polvo de roca yendo hacia el lago.
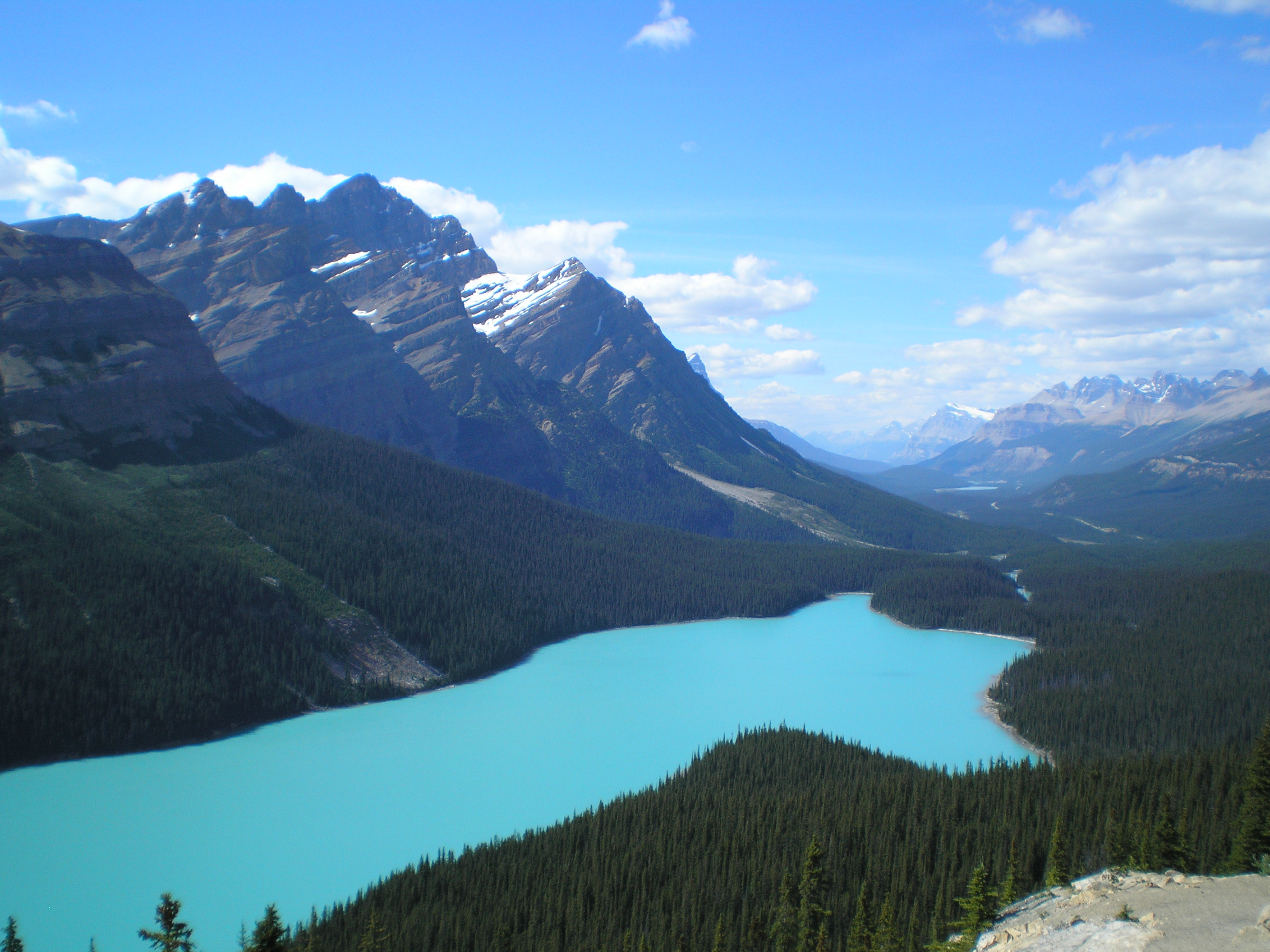
Lago Peyto.
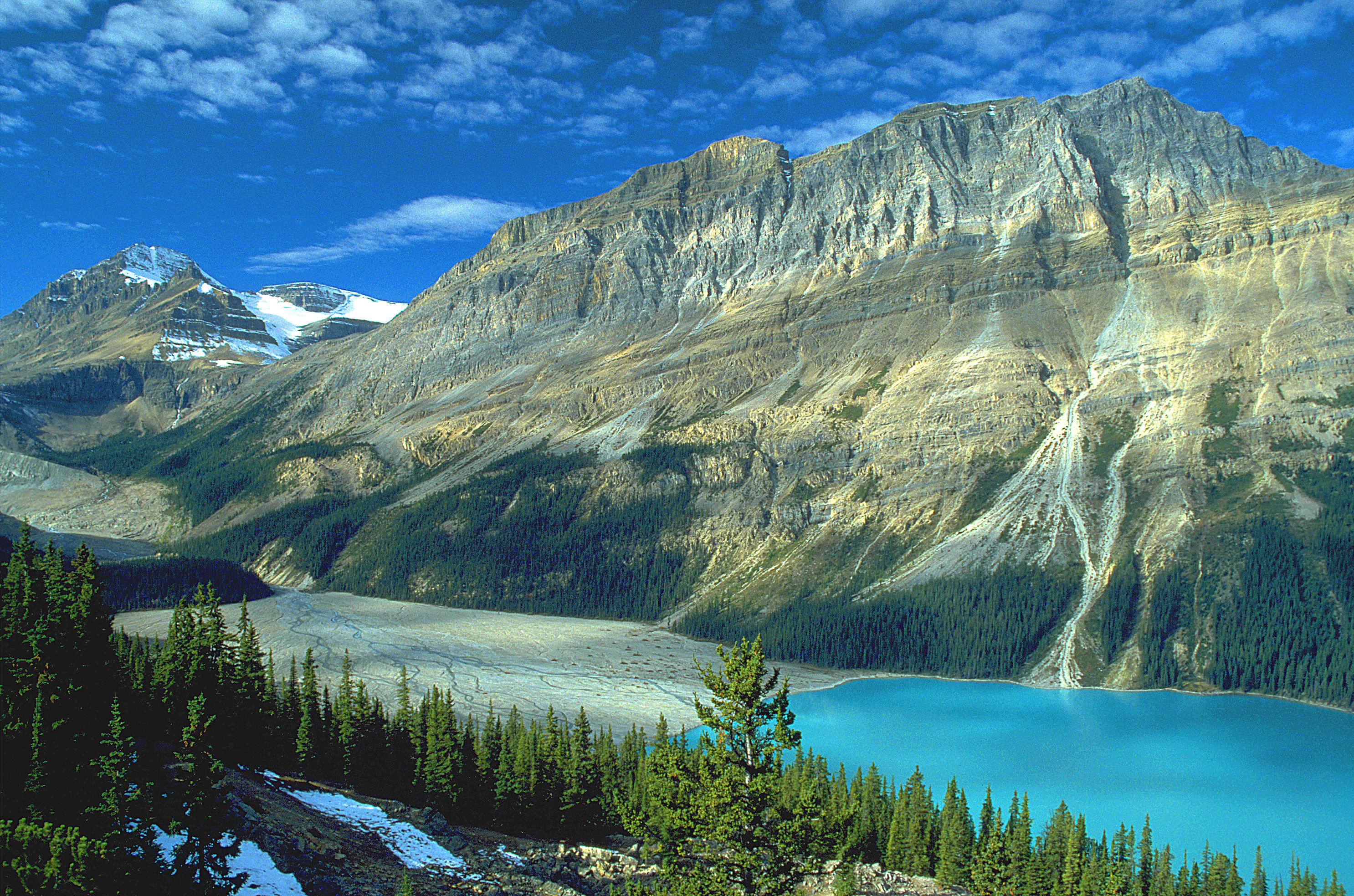
Lago Peyto.
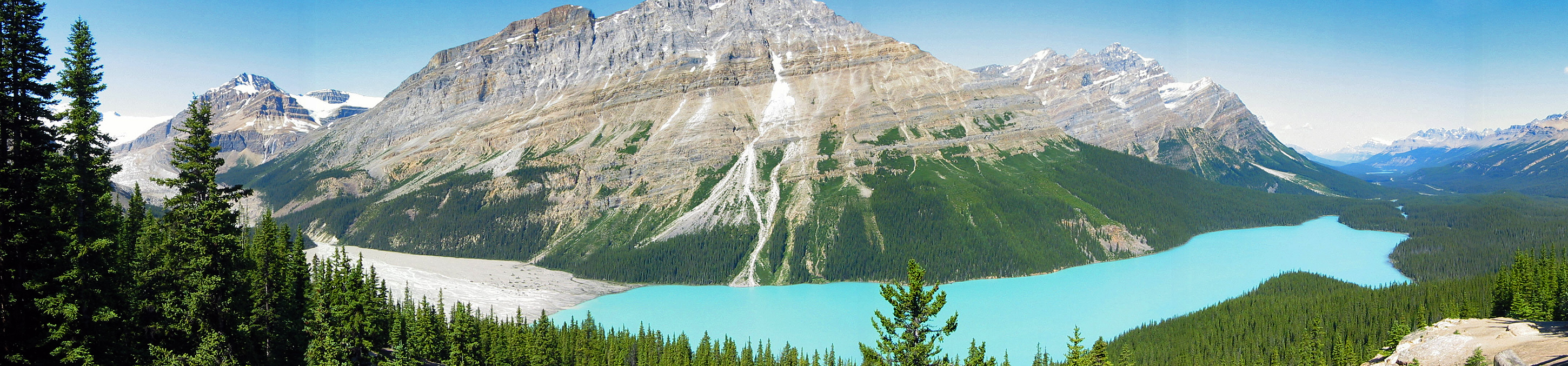
Panorama del Lago Peyto.